# Mađarski park povijesti željeznice
Mađarski park povijesti željeznice  (mađarski: Magyar Vasúttörténeti Park) - također poznat kao Mađarski željeznički muzej Füsti je željeznički muzej u Budimpešti.
Mađarski park povijesti željeznice smatra se najvećim željezničkim muzejom u Srednjoj Europi. To je mjesto nekadašnjega zapadnoga željezničkoga kolodvora u Budimpešti (Nyugati pályaudvar). Muzej koristi hangare i otvorenu površinu dekomisijskoga željezničkoga skladišta iz 1911. godine. Otvoren je 14. srpnja 2000. godine.
Park ima površinu od 70,000 m2. Tu se nalazi oko 100 povijesnih željezničkih vozila. Prikazan je dokumentirani razvoj mađarske željeznice od 1870. do danas. Osim velikog broja parnih lokomotiva, u kolekciju su uključene i dizel lokomotive i električne lokomotive, kao što je električna lokomotiva koja se temelji na principu vožnje koji je izumio Kálmán Kandó. Mnoga vozila još uvijek rade ili su servisirana. Za nostalgična posebna putovanja, vozila se redovito koriste u zemlji i inozemstvu.
Od 2006. može se vidjeti i tramvaj Ganz UV.